# Kemah
Kemah é uma cidade localizada no estado norte-americano do Texas, no Condado de Galveston.

## Demografia
Segundo o censo norte-americano de 2000, a sua população era de 2330 habitantes.
Em 2006, foi estimada uma população de 2475, um aumento de 145 (6.2%).

## Geografia
De acordo com o United States Census Bureau tem uma área de
4,7 km², dos quais 4,6 km² cobertos por terra e 0,1 km² cobertos por água.

## Localidades na vizinhança
O diagrama seguinte representa as localidades num raio de 8 km ao redor de Kemah.